# Pterogorgia leucostoma
Pterogorgia leucostoma is een zachte koraalsoort uit de familie Gorgoniidae. De koraalsoort komt uit het geslacht Pterogorgia. Pterogorgia leucostoma werd in 1834 voor het eerst wetenschappelijk beschreven door Ehrenberg. 